# Humnîșce, Horohiv
Humnîșce (în ucraineană Гумнище) este un sat în comuna Peremîl din raionul Horohiv, regiunea Volînia, Ucraina.

## Demografie
Componența lingvistică a localității Humnîșce
     Ucraineană (100%)
Conform recensământului din 2001, toată populația localității Humnîșce era vorbitoare de ucraineană (100%).